# Erdmannshof (Steinstücken)

Behrens Assistenten im Atelier, v. l. n. r.: Mies van der Rohe, Adolf Meyer, Max Hertwig, Bernhard Weyrather (dahinter), Jean Krämer, Walter Gropius

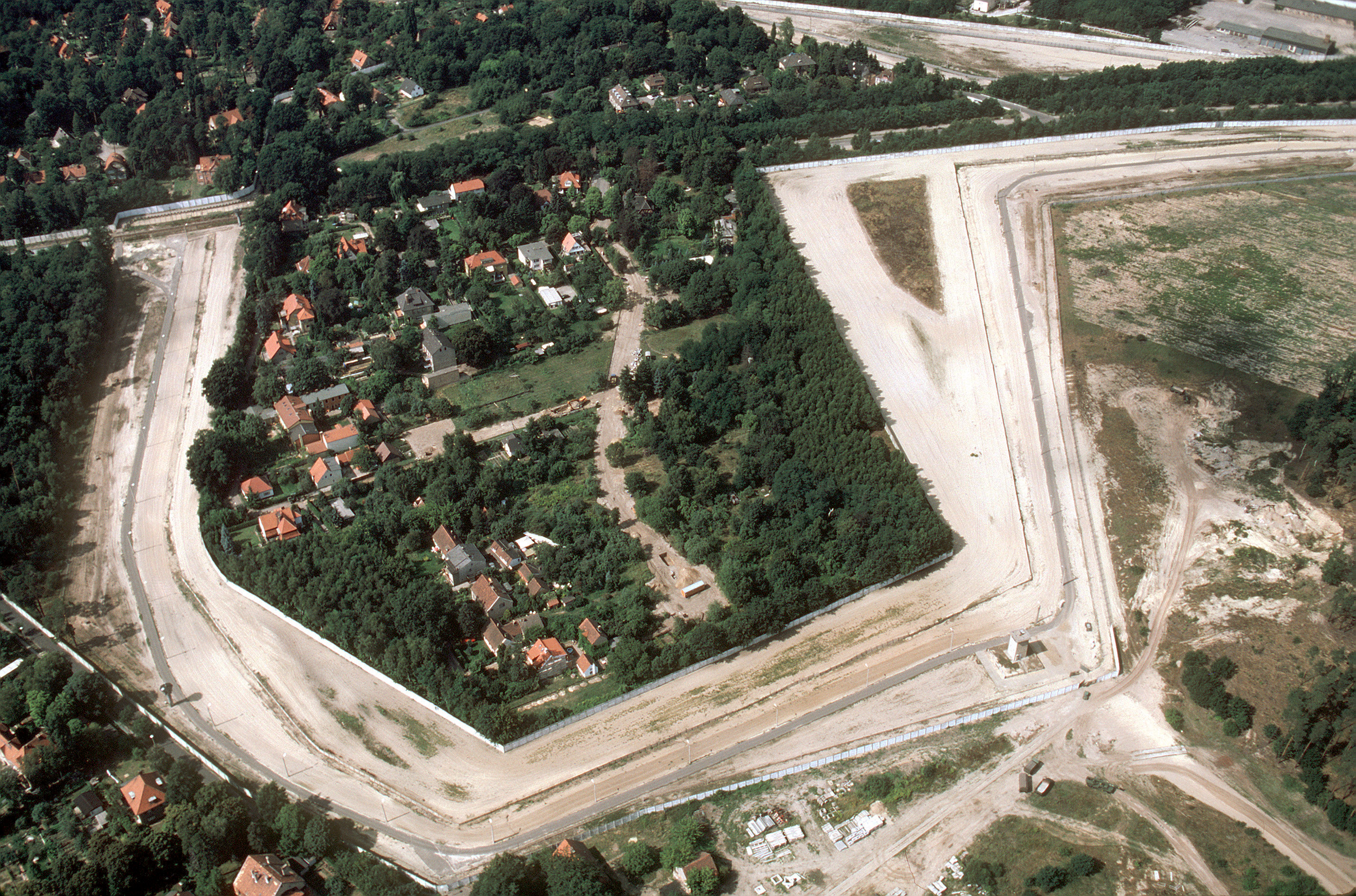
Blick auf Steinstücken, 1989, das Grundstück befindet sich mittig am oberen Bildrand

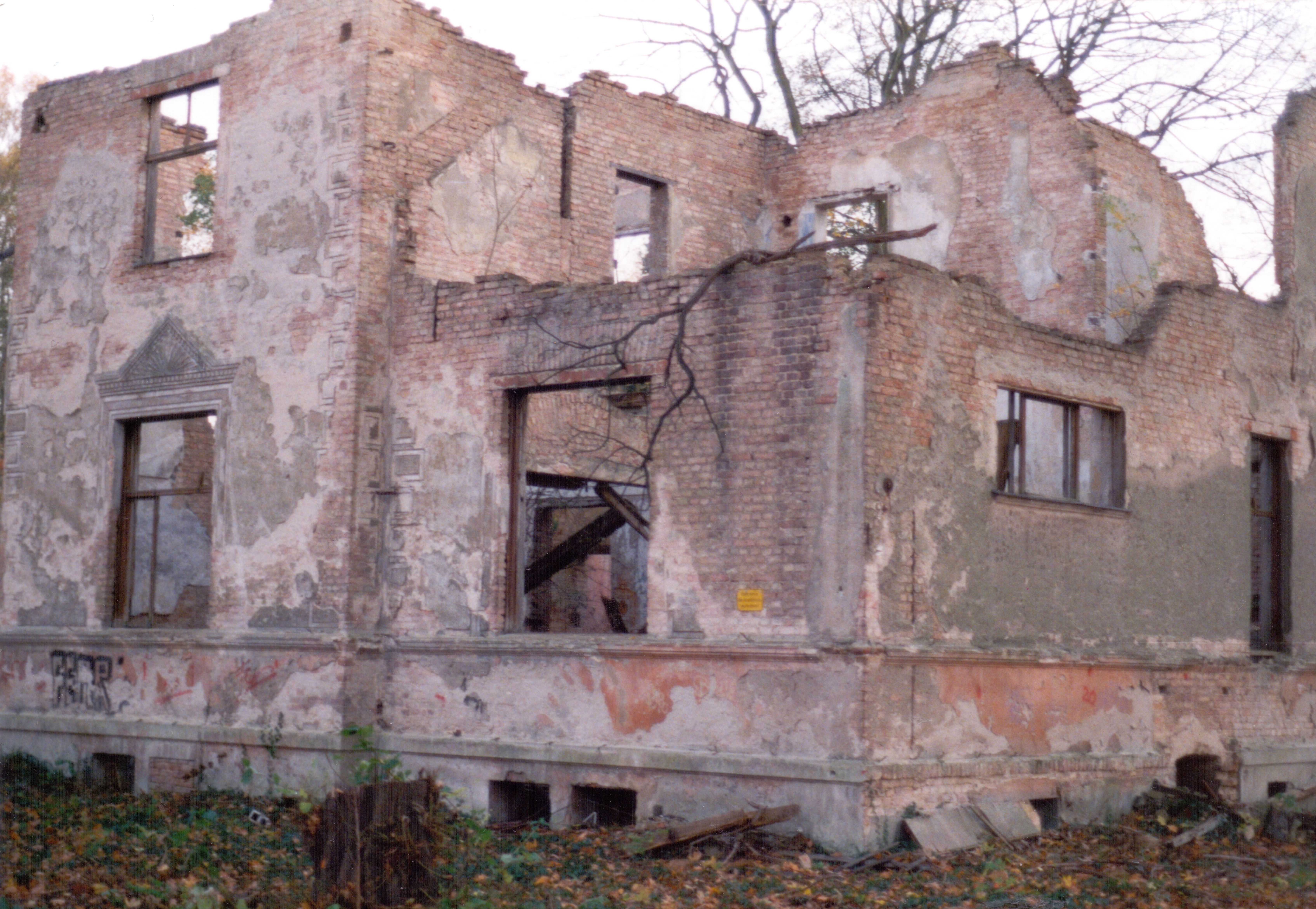
Die Ruine des Erdmannshofs am 5. November 2000 kurz vor Ihrem endgültigen Abriss

Der Erdmannshof war ein Anwesen in der Berliner Ortslage Steinstücken, direkt an der Grenze zum Potsdamer Stadtteil Babelsberg.

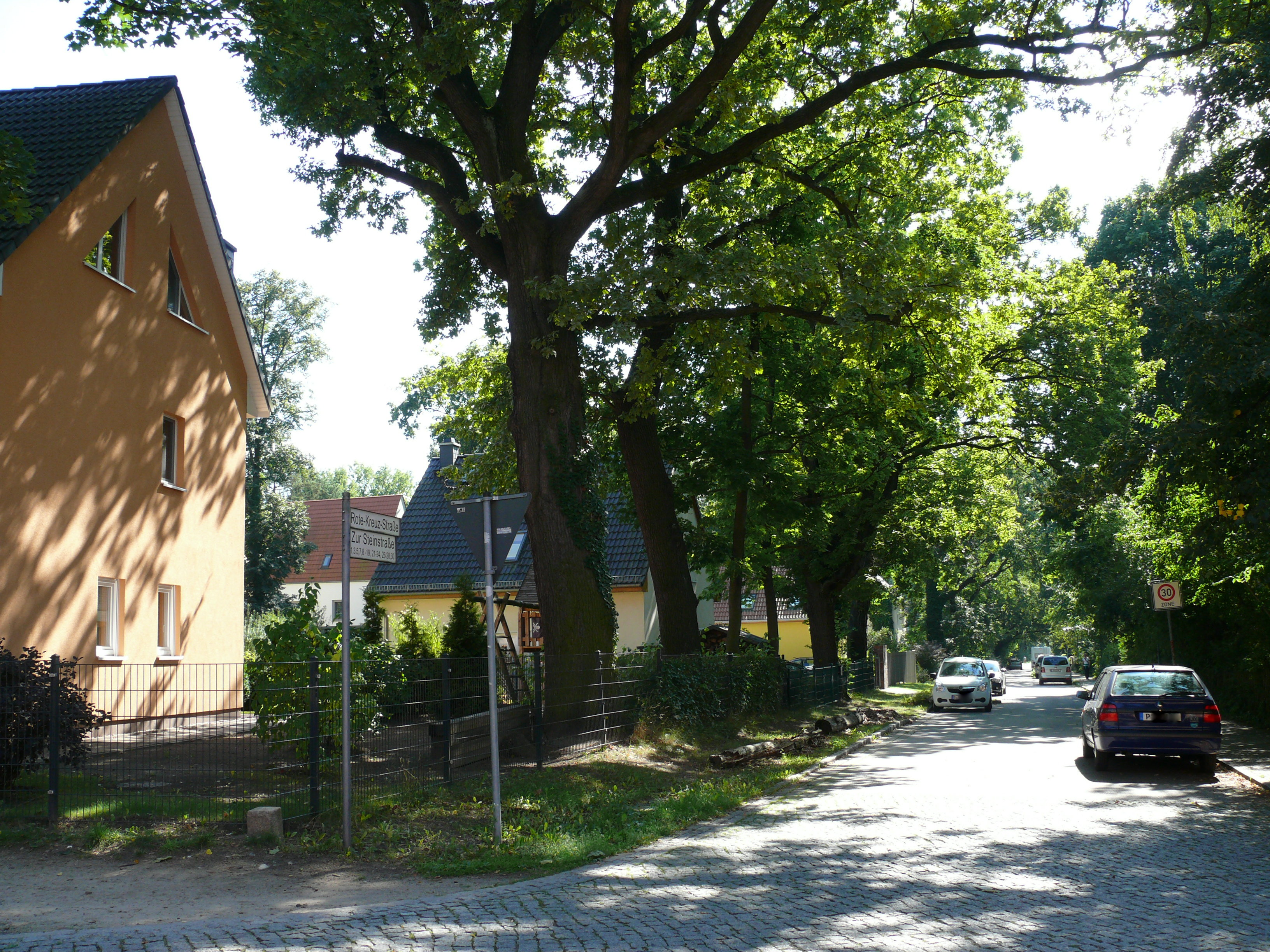
Blick in die Rote-Kreuz-Straße, 2013, links die neu gebauten Häuser

Es wurde nach dem kaiserlichen Hofbildhauer Erdmann Encke benannt, der auf dem 8500 m² großen Grundstück kurz vor seinem Tod 1896 ein Haus errichtete. Sein Sohn Eberhard Encke vermietete das Haus 1907 an den Architekten Peter Behrens (1868–1940), einen Pionier des modernen Industriedesigns und Vorreiter des Neuen Bauens. Villa und Atelier waren für viele Jahrzehnte Treff bedeutender Architekten und Bildhauer, unter anderem Adolf Meyer, Mies van der Rohe, Le Corbusier und Walter Gropius arbeiteten hier.
1945 besetzte die Rote Armee die Enklave Steinstücken und beschlagnahmte ein Jahr später 16 Häuser Steinstückens. Auch der Erdmannshof gehörte dazu. Nach sechs Jahren, 1951, wurden die Sowjets durch alliierten Druck gezwungen, Steinstücken zu räumen und hinterließen das Erdmannshofer Wohnhaus und das Atelier als Ruinen. Das Grundstück lag seit 1961 direkt an der Berliner Mauer und verwilderte. Um die Jahrtausendwende plante ein Investor, die Reste abzutragen und das 8000 m² große Grundstück neu zu bebauen. Dagegen formierte sich Widerstand der Anwohner, eine Bürgerinitiative wurde gegründet. Ende Februar 2000 wurde die Parkanlage zerstört und Bäume gefällt, im Dezember die letzten Reste des Gründerzeithauses abgetragen. Inzwischen ist das Grundstück an der Rote-Kreuz-Straße Ecke Stahnsdorfer Straße mit Wohnhäusern überbaut.